# Odontonema breedlovei
Odontonema breedlovei är en akantusväxtart som beskrevs av V.M. Baum. Odontonema breedlovei ingår i släktet Odontonema och familjen akantusväxter. Inga underarter finns listade i Catalogue of Life.